# Conceição Andrade Martins
Conceição Andrade Martins é investigadora auxiliar do Instituto de Ciências Sociais da Universidade de Lisboa, vogal do conselho directivo desta instituição e editora das recensões de livros da revista Análise Social. Doutorada em História Contemporânea pela Universidade de Évora, é co-organizadora do Seminário de História do Curso de Pós-Graduação do ICS, membro do Conselho de Redacção da revista Douro - Estudos & Documentos, sócia fundadora da Associação Internacional de História e Civilização da Vinha e do Vinho e sócia da Associação Portuguesa de História Económica e Social, de cuja direcção foi vogal e tesoureira (1994 -2007).
Tem várias publicações na área da História da Agricultura, da História da Vinha e do Vinho e da História Empresarial, entre as quais, Senhores da Terra, diário de um agricultor alentejano (1832-1889), Lisboa, Imprensa Nacional, 1982 (em co-autoria com Ana  Maria Cardoso de Matos e  Maria de Lurdes Bettencourt); Memória do Vinho do Porto, Lisboa, Instituto de Ciências Sociais, 1990; "Survival and renewal of Portuguese family wine firms in front of internationalisation, 1820-1999", Fourth Convention of the European Business History Association, EBHA, Bordeaux, 2000
; A Agricultura (co-organização com Nuno Gonçalo Monteiro),vol III de História do Trabalho e das Ocupações (coord. Nuno  Luís Madureira), Oeiras, Celta, 2002; O Tratado de Methuen (1703) diplomacia, guerra, política e economia (co-autoria com José Luís Cardoso, Isabel Cluny, Fernando Dores Costa, Leonor Freire Costa, Nuno Gonçalo Monteiro e Jorge M. Pedreira), Lisboa, Livros Horizonte, 2003; "A agricultura" in Pedro Lains e Álvaro Ferreira da Silva (org), História Económica de Portugal, 1700-2000, vol III, O Século XIX, Lisboa, Imprensa de Ciências Sociais, 2005; Importância das empresas familiares para a História Económica e Social: o Arquivo Histórico da José Maria da Fonseca Suc" (em col com Ana Fernandes Pinto e Rita Almeida de Carvalho), 2º Congresso Internacional de Arquivos Empresariais. Arquivos de Empresa fontes para a história económica e social, Lisboa, Núcleo de Estudos de História Empresarial, 2007.